# Кроль, Бернхард
Бе́рнхард Кроль (нем. Bernhard Krol; 24 июня 1920, Берлин — 17 апреля 2013, Остфильдерн) — немецкий валторнист и композитор.

## Биография
Бернхард Кроль получил образование в музыкальном колледже в Берлине. Он изучал композицию под руководством известного немецкого музыкального педагога Йозефа Руфера, а также занимался на валторне у Й. Коллера и Г. Фрайберга. Уже в возрасте 11 лет он начал самостоятельно писать музыку. После окончания учёбы в Берлине и Вене Кроль в течение более тридцати лет работал музыкантом-исполнителем в симфонических оркестрах Германии: с 1945 по 1962 годы в оркестре Берлинского государственного оперного театра, и с 1962 по 1979 годы в оркестре Штутгартского радио. Помимо непосредственно исполнительской работы, Бернхард Кроль вёл активную общественную деятельность. В частности он исполнял обязанности председателя жюри престижного международного музыкального конкурса ARD в Мюнхене. В 1981 году Кроль был награждён орденом «За заслуги перед Федеративной Республикой Германия». В 1990 году ему было присвоено звание профессора.
Скончался в Остфильдерне (немецкой земле Баден-Вюртемберг) на 93-м году жизни 17 апреля 2013 года.

## Творчество
Будучи сложившимся и известным музыкантом-исполнителем, Бернхард Кроль также является видным современным немецким композитором. Большая часть его творчества посвящена религиозной церковной музыке. Несмотря на то что в молодости он серьёзно изучал атональную музыку так называемой Новой венской школы, Кроль предпочитает использовать традиционную тональную систему в своей музыке. В качестве наиболее значимых влияний в его творчестве следует назвать музыку Пауля Хиндемита и Макса Регера. Кроль — автор около 180 сочинений, среди которых произведения для органа, хора, оркестровая и камерная музыка, преимущественно посвящённая церковной тематике. Также немалая часть его творчества посвящена медным духовым инструментам. В 2007 году Бернхард Кроль получил от папы Бенедикта XVI почётное звание комтура за свои заслуги перед католической церковью.

## Произведения
- Вариации для оркестра на тему Летучей мыши, op.60 (1974)
- Фигаро-метаморфозы для валторны и струнного оркестра, op.61 (1977)
- Messa da Sinfonietta для хора, органа и струнного оркестра, op.64 (1977)